# خط لوله نفت سیبری شرقی–اقیانوس آرام

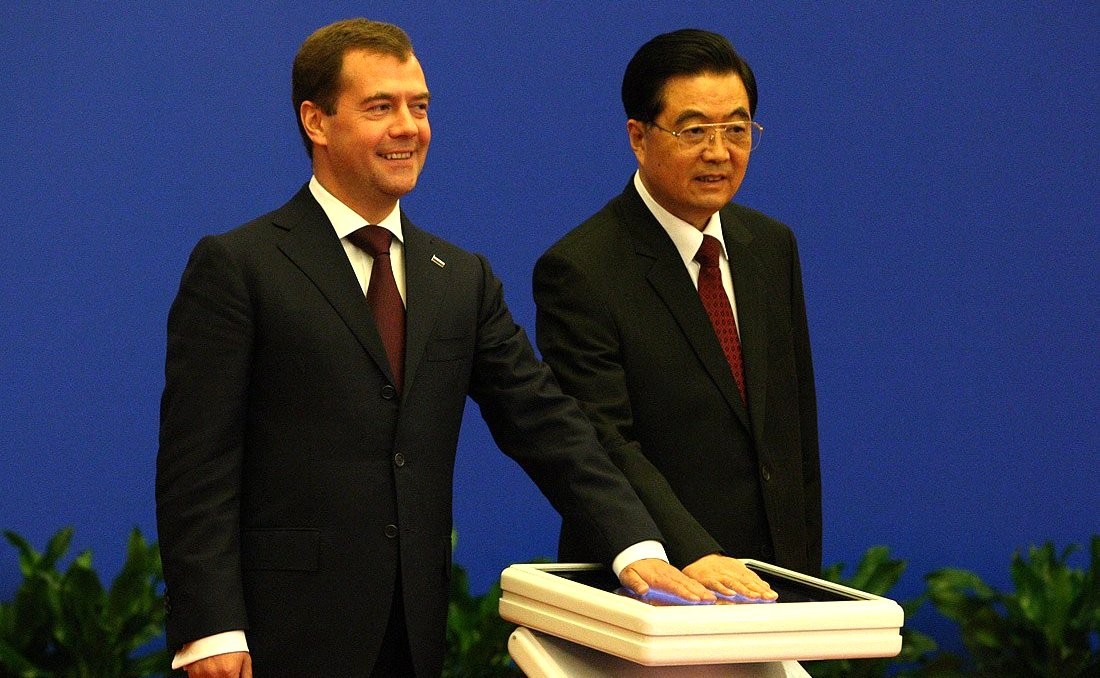
دیمیتری مدودف با رئیس جمهور چین ,هو جینتائو, در مراسم تکمیل خط لوله نفت روسیه-چین.

خط لوله نفت سیبری شرقی-اقیانوس آرام (روسی: Нефтепровод "Восточная Сибирь - Тихий океан" (ВСТО)) خط لوله انتقال نفت خام به طول ۴۸۵۷ کیلومتر است، که از روسیه آغاز شده و در چین پایان می‌یابد. این خط لوله امکان صادرات نفت روسیه به کشورهای کره جنوبی، ژاپن و چین را امکانپذیر می‌سازد. ظرفیت انتقال نفت این خط لوله روزانه معادل یک میلیون بشکه می‌باشد.